# Gran Premio di Macao
Il Gran Premio di Macao è una competizione automobilistica e motociclistica che si disputa annualmente sul circuito da Guia, tracciato cittadino situato a Macao.

## Storia

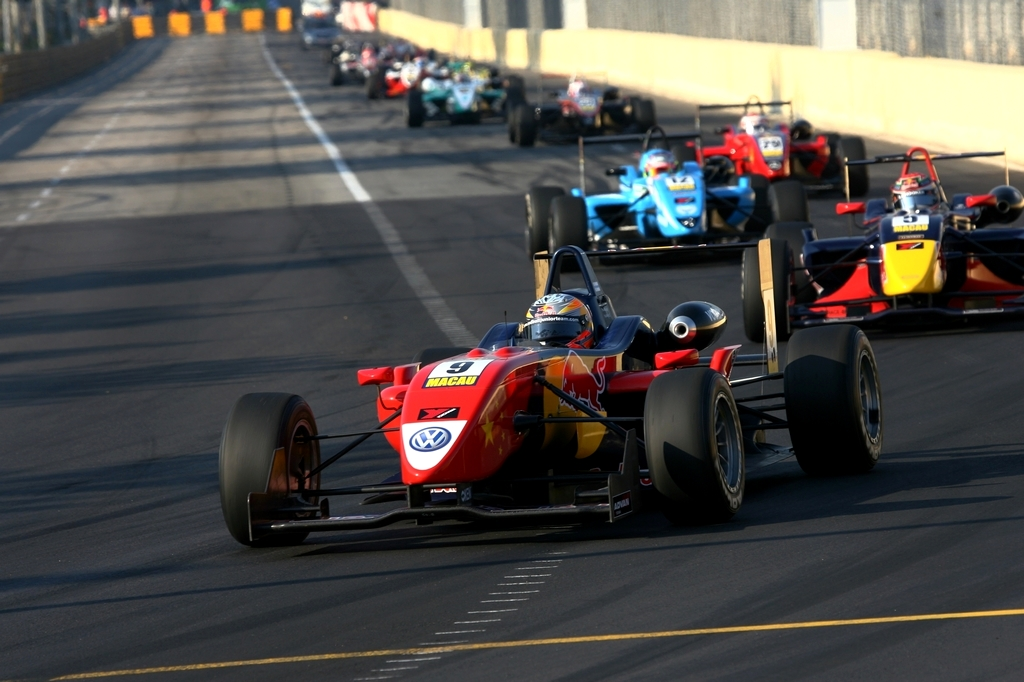
Il Gran Premio di Formula 3 nel 2008

La prima edizione della competizione, nata come corsa riservata alle automobili, si è svolta il 30 e 31 ottobre 1954; le corse motociclistiche sono state invece introdotte a partire dal 1967. Le gare automobilistiche incluse nel programma dell'evento riguardano sia vetture monoposto sia a ruote coperte; la gara principale si è svolta nei primi anni con vetture sport e in seguito con monoposto, dagli anni settanta al 1982 secondo le specifiche della Formula Pacific e dal 1983 invece con vetture di Formula 3. Nel 2011 l'evento ha anche fatto parte del Campionato Internazionale FIA di Formula 3. Una gara riservata alle vetture da turismo, la Guia Race, disputatasi ufficialmente per la prima volta nel 1972, dal 2005 è inclusa nel calendario del campionato mondiale di categoria.

Il 15 novembre 2012 ha perso la vita nel circuito durante le qualifiche per la Superbike il motociclista portoghese Luís Carreira, il giorno dopo ha perso la vita nel corso delle prove delle Super 2000, il pilota di vetture da turismo di Hong Kong Phillip Yau Wing-choi che ha avuto un gravissimo incidente sulla sua Chevrolet Cruze.
Il 18 novembre 2017, a seguito di un incidente accaduto al 6º giro del GP motociclistico di Macao, muore Daniel Hegarty, pilota di una Honda Fireblade SP2 del team Top Gun Racing, già vincitore del Tourist Trophy nella categoria TT Privateers del 2016. Nello stesso giorno inoltre accade un incidente che coinvolge quasi tutti i piloti partecipanti al FIA GT World Cup, al primo giro della gara. Il pilota Daniel Juncadella, andando a muro alla curva Police ha ostruito il passaggio alle altre vetture, facendole sbattere contro la sua..
Nel 2020, causa della Pandemia di COVID-19, è andata in scena in tono minore con la sola presenza di squadre e piloti locali: il Gran Premio, per la prima volta dal 1983, non si è corso con monoposto di Formula 3 ma con quelle della F4 cinese, registrando la vittoria del driver di casa Charles Leong. Per l'anno seguente in un primo momento la FIA aveva fissato la data per la prossima Coppa del Mondo F3 a Macao, domenica 21 novembre 2021, ma a causa delle continue restrizioni si utilizzano ancora le monoposto di Formula 4 e partecipano solo piloti cinesi. 
Nel 2023 dopo tre anni d'assenza torna la Formula 3 con la Coppa del Mondo, mentre dal 2024 si utilizzeranno la vetture della Formula Regional costruite dalla Tatuus. Nasce così Formula Regional World Cup patrocinata dalla FIA. Per l'edizione 2025 vengono selezionati 11 team per un totale di 27 vetture. 
Per l'edizione 2025 viene inserita nel programma la FIA Formula 4 World Cup, dedicata alle vetture della categoria inferiore a ruote coperte: questa era già stata la categoria principale tra il 2020 e il 2022 a causa della pandemia, mentre nel 2023 questa categoria era stata inserita come evento speciale, poiché nell'occasione l'evento era stato allungato a due weekend consecutivi. 
Al GP di Macao hanno partecipato quasi tutti i principali piloti di Formula 1 dagli anni 80 in poi, ed è considerato come una tappa importante nella carriera di un giovane pilota. Tuttavia, tra quelli che l'hanno vinto sono in pochi ad aver avuto fortuna nella categoria regina: solo Ayrton Senna (vincitore nel 1983) e Michael Schumacher (vincitore nel 1990) sono poi diventati campioni del mondo in F1, mentre ad aver vinto almeno un GP sono stati Riccardo Patrese (vincitore nel 1977 e nel 1978), David Coulthard (vincitore nel 1991) e Ralf Schumacher (vincitore nel 1995).  

## Albo d'oro
Gran Premio
| Anno             | Vincitore              |
| Sports Car       | Sports Car             |
| ---------------- | ---------------------- |
| 1954             | Eduardo de Carvalho    |
| 1955             | Robert Ritchie         |
| 1956             | Douglas Steane         |
| 1957             | Arthur Pateman         |
| 1958             | Chan Lye Choon         |
| 1959             | Ron Hardwick           |
| 1960             | Martin Redfern         |
| Formula Libre    |                        |
| 1961             | Peter Heath            |
| 1962             | Arsenio Laurel         |
| 1963             | Arsenio Laurel         |
| 1964             | Albert Poon            |
| 1965             | John MacDonald         |
| 1966             | Mauro Bianchi          |
| 1967             | Tony Maw               |
| 1968             | Jan Bussell            |
| 1969             | Kevin Bartlett         |
| 1970             | Dieter Quester         |
| 1971             | Jan Bussell            |
| 1972             | John MacDonald         |
| 1973             | John MacDonald         |
| 1974             | Vern Schuppan          |
| Formula Pacific  |                        |
| 1975             | John MacDonald         |
| 1976             | Vern Schuppan          |
| 1977             | Riccardo Patrese       |
| 1978             | Riccardo Patrese       |
| 1979             | Geoff Lees             |
| 1980             | Geoff Lees             |
| 1981             | Bob Earl               |
| 1982             | Roberto Moreno         |
| Formula 3        |                        |
| 1983             | Ayrton Senna           |
| 1984             | John Nielsen           |
| 1985             | Maurício Gugelmin      |
| 1986             | Andy Wallace           |
| 1987             | Martin Donnelly        |
| 1988             | Enrico Bertaggia       |
| 1989             | David Brabham          |
| 1990             | Michael Schumacher     |
| 1991             | David Coulthard        |
| 1992             | Rickard Rydell         |
| 1993             | Jörg Müller            |
| 1994             | Sascha Maassen         |
| 1995             | Ralf Schumacher        |
| 1996             | Ralph Firman           |
| 1997             | Soheil Ayari           |
| 1998             | Peter Dumbreck         |
| 1999             | Darren Manning         |
| 2000             | André Couto            |
| 2001             | Takuma Satō            |
| 2002             | Tristan Gommendy       |
| 2003             | Nicolas Lapierre       |
| 2004             | Alexandre Prémat       |
| 2005             | Lucas Di Grassi        |
| 2006             | Mike Conway            |
| 2007             | Oliver Jarvis          |
| 2008             | Keisuke Kunimoto       |
| 2009             | Edoardo Mortara        |
| 2010             | Edoardo Mortara        |
| 2011             | Daniel Juncadella      |
| 2012             | António Félix da Costa |
| 2013             | Alex Lynn              |
| 2014             | Felix Rosenqvist       |
| 2015             | Felix Rosenqvist       |
| 2016             | António Félix da Costa |
| 2017             | Dan Ticktum            |
| 2018             | Dan Ticktum            |
| 2019             | Richard Verschoor      |
| Formula 4        |                        |
| 2020             | Hon Chio Leong         |
| 2021             | Hon Chio Leong         |
| 2022             | Wing Chung Chang       |
| Formula 3        |                        |
| 2023             | Luke Browning          |
| Formula Regional |                        |
| 2024             | Ugo Ugochukwu          |

Guia Race
| Anno | Vincitore              |
| ---- | ---------------------- |
| 1972 | John MacDonald         |
| 1973 | Peter Chow             |
| 1974 | Nobuhide Tachi         |
| 1975 | Nobuhide Tachi         |
| 1976 | Herb Adamczyk          |
| 1977 | Peter Chow             |
| 1978 | Peter Chow             |
| 1979 | Herb Adamczyk          |
| 1980 | Hans-Joachim Stuck     |
| 1981 | Manfred Winkelhock     |
| 1982 | Helmut Greiner         |
| 1983 | Hans-Joachim Stuck     |
| 1984 | Tom Walkinshaw         |
| 1985 | Gianfranco Brancatelli |
| 1986 | Johnny Cecotto         |
| 1987 | Roberto Ravaglia       |
| 1988 | Altfrid Heger          |
| 1989 | Tim Harvey             |
| 1990 | Masahiro Hasemi        |
| 1991 | Emanuele Pirro         |
| 1992 | Emanuele Pirro         |
| 1993 | Charles Kwan           |
| 1994 | Joachim Winkelhock     |
| 1995 | Kelvin Burt            |
| 1996 | Frank Biela            |
| 1997 | Steve Soper            |
| 1998 | Joachim Winkelhock     |
| 1999 | Michael Bartels        |
| 2000 | Patrick Huisman        |
| 2001 | Duncan Huisman         |
| 2002 | Duncan Huisman         |
| 2003 | Duncan Huisman         |
| 2004 | Jörg Müller            |
| 2005 | Augusto Farfus         |
| 2005 | Duncan Huisman         |
| 2006 | Andy Priaulx           |
| 2006 | Jörg Müller            |
| 2007 | Alain Menu             |
| 2007 | Andy Priaulx           |
| 2008 | Alain Menu             |
| 2008 | Robert Huff            |
| 2009 | Robert Huff            |
| 2009 | Augusto Farfus         |
| 2010 | Robert Huff            |
| 2010 | Norbert Michelisz      |
| 2011 | Robert Huff            |
| 2011 | Robert Huff            |
| 2012 | Yvan Muller            |
| 2012 | Alain Menu             |
| 2013 | Yvan Muller            |
| 2013 | Robert Huff            |
| 2014 | José María López       |
| 2014 | Robert Huff            |
| 2015 | Robert Huff            |
| 2015 | Stefano Comini         |
| 2016 | Stefano Comini         |
| 2016 | Tiago Monteiro         |
| 2017 | Medhi Bennani          |
| 2017 | Robert Huff            |
| 2018 | Jean-Karl Vernay       |
| 2018 | Frédéric Vervisch      |
| 2018 | Esteban Guerrieri      |
| 2019 | Yvan Muller            |
| 2019 | Yvan Muller            |
| 2019 | Andy Priaulx           |
| 2020 | Zhi Qiang Zhang        |
| 2021 | Ma Qinghua             |
| 2021 | Zhi Qiang Zhang        |
| 2022 | Felipe de Souza        |
| 2022 | Felipe de Souza        |
| 2023 | Norbert Michelisz      |
| 2023 | Frédéric Vervisch      |
| 2024 | Thed Björk             |
| 2024 | Dušan Barković         |

Gran Premio motociclistico
| Anno | Vincitore           | Motocicletta          |
| ---- | ------------------- | --------------------- |
| 1967 | Hiroshi Hasegawa    | Yamaha RD56           |
| 1968 | Hiroshi Hasegawa    | Yamaha 250            |
| 1969 | John MacDonald      | Yamaha                |
| 1970 | Benny Hidajat       | Yamaha YSI            |
| 1971 | Akiyasu Motohashi   | Yamaha                |
| 1972 | Ikujiro Takai       | Yamaha TR3            |
| 1973 | Ken Araoka          | Suzuki RG 500         |
| 1974 | Hiroyuki Kawasaki   | Yamaha                |
| 1975 | Hideo Kanaya        | Yamaha                |
| 1976 | Chas Mortimer       | Yamaha                |
| 1977 | Mick Grant          | Kawasaki KR 750       |
| 1978 | Sadao Asami         | Yamaha TZ 750         |
| 1979 | Sadao Asami         | Yamaha TZ 750         |
| 1980 | Sadao Asami         | Yamaha TZ 750         |
| 1981 | Ron Haslam          | Honda RS1123          |
| 1982 | Ron Haslam          | Honda RS1123          |
| 1983 | Ron Haslam          | Honda NS 500          |
| 1984 | Mick Grant          | Suzuki RGB500         |
| 1985 | Ron Haslam          | Honda RS500           |
| 1986 | Ron Haslam          | Elf Honda 500         |
| 1987 | Ron Haslam          | ROC Elf Honda 4       |
| 1988 | Kevin Schwantz      | Suzuki RGV500         |
| 1989 | Robert Dunlop       | Honda RC30            |
| 1990 | Steve Hislop        | Honda RC30            |
| 1991 | Didier de Radiguès  | Suzuki RGV500         |
| 1992 | Carl Fogarty        | Harris Yamaha 500     |
| 1993 | Steve Hislop        | ROC Yamaha 500        |
| 1994 | Steve Hislop        | Harris Yamaha 500     |
| 1995 | Mike Edwards        | ROC Yamaha 500        |
| 1996 | Phillip McCallen    | Yamaha YZR500         |
| 1997 | Andreas Hofmann     | Kawasaki Ninja ZX-7R  |
| 1998 | Michael Rutter      | Honda RVF750 RC45     |
| 1999 | David Jefferies     | Yamaha YZF-R1         |
| 2000 | Michael Rutter      | Yamaha YZF-R1         |
| 2001 | John McGuinness     | Honda CBR954RR        |
| 2002 | Michael Rutter      | Ducati 998            |
| 2003 | Michael Rutter      | Ducati 998            |
| 2004 | Michael Rutter      | Honda CBR1000RR       |
| 2005 | Michael Rutter      | Honda CBR1000RR       |
| 2006 | Steve Plater        | Yamaha YZF-R1         |
| 2007 | Steve Plater        | Yamaha YZF-R1         |
| 2008 | Stuart Easton       | Honda CBR1000RR       |
| 2009 | Stuart Easton       | Honda CBR1000RR       |
| 2010 | Stuart Easton       | Kawasaki Ninja ZX-10R |
| 2011 | Michael Rutter      | Ducati 1098           |
| 2012 | Michael Rutter      | Honda CBR1000RR       |
| 2013 | Ian Hutchinson      | Yamaha YZF-R1         |
| 2014 | Stuart Easton       | Kawasaki Ninja ZX-10R |
| 2015 | Peter Hickman       | BMW S1000RR           |
| 2016 | Peter Hickman       | BMW S1000RR           |
| 2017 | Glenn Irwin         | Ducati 1199RS         |
| 2018 | Peter Hickman       | BMW S1000RR           |
| 2019 | Michael Rutter      | Honda RC213V          |
| 2022 | Erno Juhani Kostamo | BMW S1000RR           |
| 2023 | Peter Hickman       | BMW M1000RR           |
| 2024 | Davey Todd          | BMW M1000RR           |

### Vincitori Coppa  GT
| Anno                   | Pilota             | Costruttore    | Auto                      |
| Coppa Macao GT         | Coppa Macao GT     | Coppa Macao GT | Coppa Macao GT            |
| ---------------------- | ------------------ | -------------- | ------------------------- |
| 2008                   | Darryl O'Young     | Non assegnato  | Porsche 997 GT3 Cup       |
| 2009                   | Keita Sawa         | Non assegnato  | Lamborghini Gallardo GT3  |
| 2010                   | Keita Sawa         | Non assegnato  | Lamborghini Gallardo GT3  |
| 2011                   | Edoardo Mortara    | Non assegnato  | Audi R8 LMS GT3           |
| 2012                   | Edoardo Mortara    | Non assegnato  | Audi R8 LMS GT3           |
| 2013                   | Edoardo Mortara    | Non assegnato  | Audi R8 LMS GT3           |
| 2014                   | Maro Engel         | Non assegnato  | Mercedes-Benz SLS AMG GT3 |
| Coppa del Mondo FIA GT |                    |                |                           |
| 2015                   | Maro Engel         | Mercedes-Benz  | Mercedes-Benz SLS AMG GT3 |
| 2016                   | Laurens Vanthoor   | Audi           | Audi R8 LMS               |
| 2017                   | Edoardo Mortara    | Mercedes-Benz  | Mercedes-AMG GT3          |
| 2018                   | Augusto Farfus     | BMW            | BMW M6 GT3                |
| 2019                   | Raffaele Marciello | Mercedes-Benz  | Mercedes-AMG GT3          |
| Coppa Macao GT         |                    |                |                           |
| 2020                   | Ye Hongli          | Non assegnato  | Mercedes-AMG GT3          |
| 2021                   | Darryl O'Young     | Non assegnato  | Mercedes-AMG GT3          |
| Coppa del Mondo FIA GT |                    |                |                           |
| 2022                   | Maro Engel         | Mercedes-Benz  | Mercedes AMG GT3 EVO      |
| 2023                   | Raffaele Marciello | Mercedes-Benz  | Mercedes AMG GT3 EVO      |
| 2024                   | Maro Engel         | Mercedes-Benz  | Mercedes AMG GT3 EVO      |